# Oniceni (gmina)
Oniceni – gmina w Rumunii, w okręgu Neamț. Obejmuje miejscowości Ciornei, Gorun, Linsești, Lunca, Mărmureni, Oniceni, Pietrosu, Poiana Humei, Pustieta, Solca i Valea Enei. W 2011 roku liczyła 3388 mieszkańców.